# Crudia viridiflora
Crudia viridiflora là một loài thực vật có hoa trong họ Đậu. Loài này được Whitmore miêu tả khoa học đầu tiên.